# Fissidens idanreensis
Fissidens idanreensis är en bladmossart som beskrevs av Potier de la Varde 1956. Fissidens idanreensis ingår i släktet fickmossor, och familjen Fissidentaceae. Inga underarter finns listade i Catalogue of Life.